# Reprezentacja Finlandii w rugby union mężczyzn
Reprezentacja Finlandii w rugby  jest drużyną reprezentującą Finlandię w międzynarodowych turniejach. Drużyna występuje w Europejskiej 2D dywizji.

## Puchar świata w Rugby
- 1987-2011 Nie zakwalifikowała się